# أر فايف
أر فايف (بالإنجليزية: R5)‏ هي فرقة بوب روك أمريكية نشأت في لوس أنجلوس، كاليفورنيا في 2009، تضم الفرقة روس لينش، رايكر لينش، روكي لينش، رايدل لينش، وإللينغتون راتليف، في مارس 2010 أصدروا أسطوانتهم المطولة الأولى: ريدي سيت روك Ready Set Rock، وفي 19 فبراير 2013 أصدروا الثانية: لاود Loud الذي ميزت الأغنية Loud، أطلق أر فايف ألبومهم الأول لاودر في 24 سيبتيمبر 2013، الأغنية الثانية من الألبوم باس مي بأي Pass Me By أذيعت في راديو ديزني لأول مرة في 16 أغسطس، الفيديو كليب ظهر لأول مرة في 29 أغسطس في قناة ديزني وهو متاح للمشاهدة للعامة في فيفو الفرقة في اليوتيوب، الأغنية الثالثة: آي كانت فورغيت أباوت يو I Can't Forget About You تم إطلاقها في 25 ديسيمبر 2013 وحققت المرتبة 47 في Billboard Digital Pop Songs، والأغنية الرابعة: وان لاست دانس One Last Dance أطلقت في 29 مايو 2014.
الأسطوانة المطولة الثالثة لهم: Heart Made Up On You أطلقت في 22 يوليو 2014 والأغنية التي حملت نفس الاسم أطلقت في 1 أغسطس 2014، في 16 نوفمبر 2014 أطلقت الفرقة الأغنية سمايل Smile والتي تم ضمها لاحقا في ألبومهم الثاني، وفي 16 فبراير 2015 أطلقت الفرقة الأغنية ليتس نات بي ألون تونايت Let's Not Be Alone Tonight، والتي أيضا تم ضمها لاحقا في ألبومهم الثاني، في 16 أبريل أعلنت الفرقة عن الألبوم الثاني سامتايم لاستنايت Sometime Last night التي تم إطلاقه في 10 يوليو 2015، في 1 جونيو 2015 الفرقة أطلقت الأغنية الثاثة من الألبوم بعنوان أول نايت All Night.

## روابط خارجية
- أر فايف على موقع ميوزك برينز (الإنجليزية)
- أر فايف على موقع أول ميوزيك (الإنجليزية)
- أر فايف على موقع ديسكوغز (الإنجليزية)